# Charles G. Williams

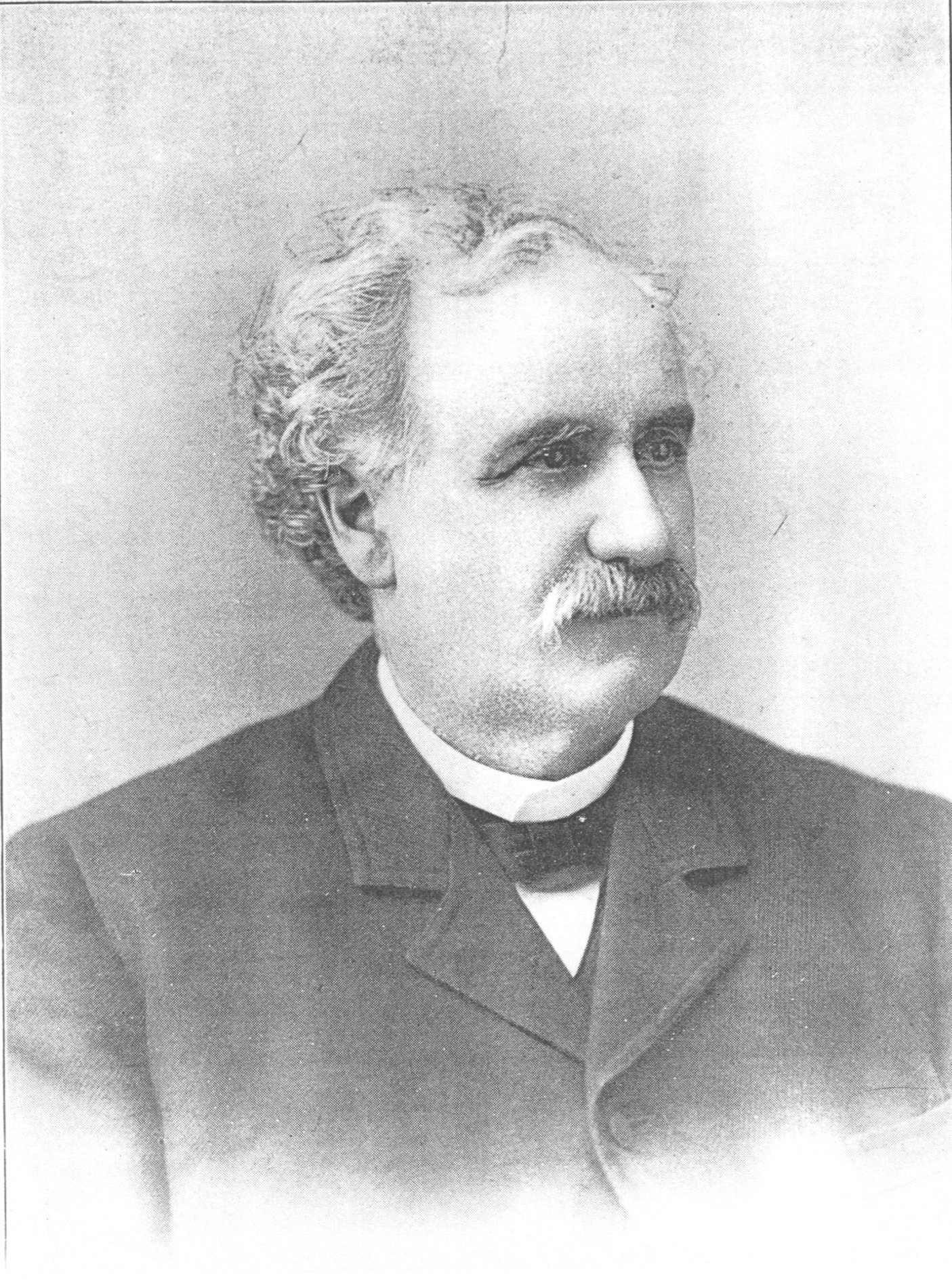
Charles G. Williams

Charles Grandison Williams (* 18. Oktober 1829 in Royalton, Niagara County, New York; † 30. März 1892 in Watertown, South Dakota) war ein US-amerikanischer Politiker. Zwischen 1873 und 1883 vertrat er den Bundesstaat Wisconsin im US-Repräsentantenhaus.

## Werdegang
Nach einer guten Grundschulausbildung studierte Charles Williams in Rochester Jura. Im Jahr 1856 zog er nach Wisconsin und ließ sich in Janesville nieder. Dort arbeitete er als Rechtsanwalt. In seiner neuen Heimat begann Williams als Mitglied der Republikanischen Partei eine politische Laufbahn. Zwischen 1869 und 1872 saß er im Senat von Wisconsin. Zeitweise war er Präsident dieser Kammer.
Bei den Kongresswahlen des Jahres 1872 wurde Williams im ersten Wahlbezirk von Wisconsin in das US-Repräsentantenhaus in Washington, D.C. gewählt. Dort trat er am 4. März 1873 die Nachfolge von Alexander Mitchell an. Nach vier Wiederwahlen konnte er bis zum 3. März 1883 fünf Legislaturperioden im Kongress absolvieren. Von 1881 bis 1883 war er Vorsitzender des auswärtigen Ausschusses. Bei den Wahlen des Jahres 1882 unterlag Charles William dem Demokraten John Winans. In den folgenden Jahren arbeitete er wieder als Anwalt. Er starb am 30. März 1892 in Watertown (South Dakota) und wurde in Janesville beigesetzt.